# Haute cuisine

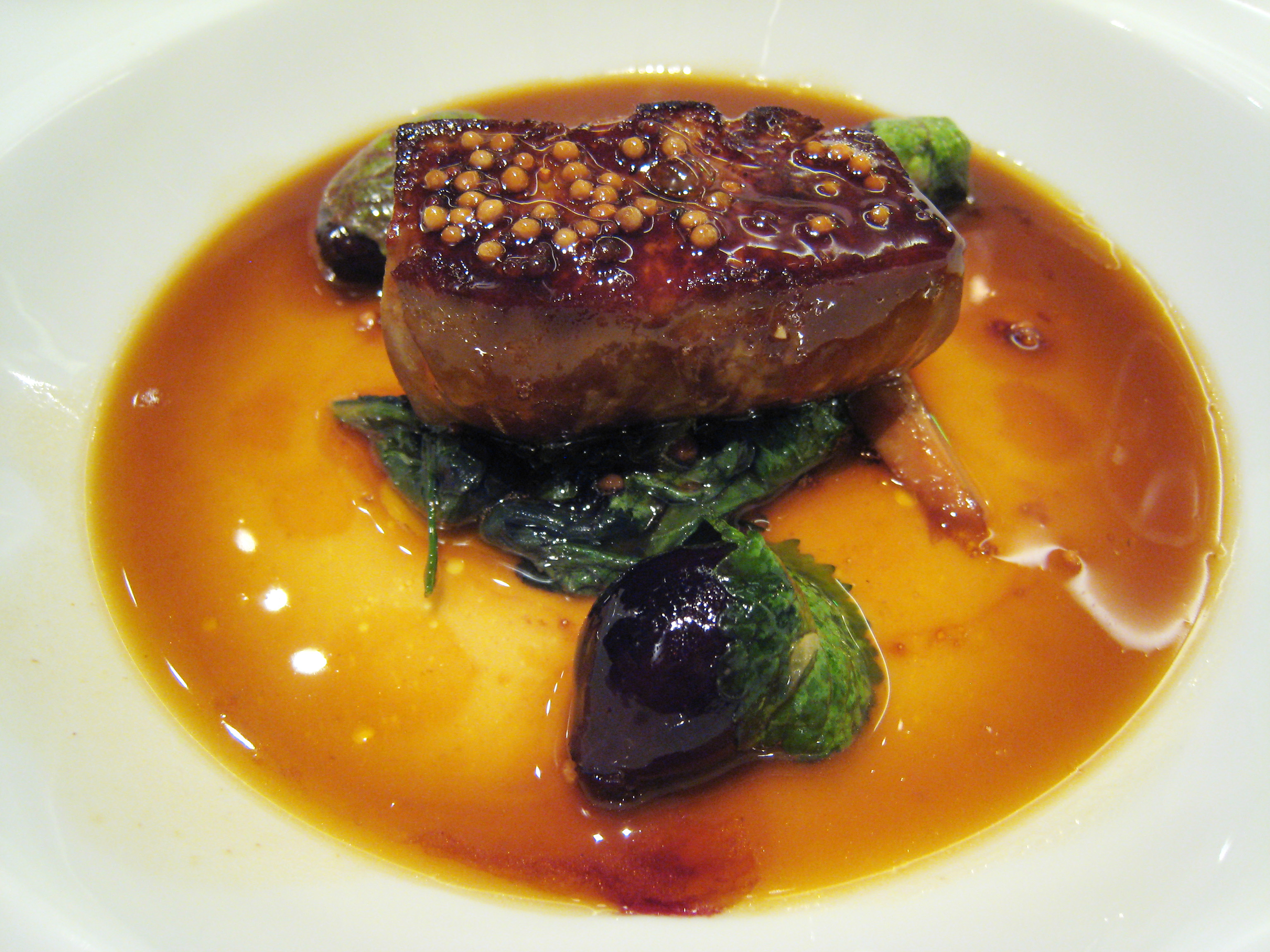
Prezentare haute cuisine

Haute cuisine sau Grande cuisine sunt denumirile în engleză și, respectiv, franceză, date produselor gastronomice de „înalt nivel”  preparate în bucătăriile din restaurantele  și hotelurile de lux din Franța. Haute cuisine este caracterizat prin pregătirea meticuloasă și prezentarea atentă a alimentelor, la un nivel de preț ridicat, însoțite de  vinuri rare.